# Europees kampioenschap voetbal onder 16 - 1989 (kwalificatie)
Het kwalificatietoernooi voor het Europees kampioenschap voetbal onder 16 voor mannen was een toernooi dat duurde van 21 september 1988 tot en met 31 maart 1989. Dit toernooi zou bepalen welke 15 landen zich kwalificeerden voor het Europees kampioenschap voetbal mannen onder 16 van 1989. 
Denemarken hoefde niet aan dit toernooi mee te doen, omdat dit land als gastland direct gekwalificeerd is voor het hoofdtoernooi.

## Gekwalificeerde landen
| Land                           | Gekwalificeerd als           | Aantal deelnames |
| ------------------------------ | ---------------------------- | ---------------- |
| Denemarken                     | Gastland                     | 3e               |
| Schotland                      | Winnaar kwalificatiegroep 1  | 4e               |
| Duitse Democratische Republiek | Winnaar kwalificatiegroep 2  | 5e               |
| Noorwegen                      | Winnaar kwalificatiegroep 3  | 5e               |
| Italië                         | Winnaar kwalificatiegroep 4  | 5e               |
| Nederland                      | Winnaar kwalificatiegroep 5  | 3e               |
| Portugal                       | Winnaar kwalificatiegroep 6  | 5e               |
| Joegoslavië                    | Winnaar kwalificatiegroep 7  | 6e               |
| Oostenrijk                     | Winnaar kwalificatiegroep 8  | 4e               |
| Zwitserland                    | Winnaar kwalificatiegroep 9  | 2e               |
| Frankrijk                      | Winnaar kwalificatiegroep 10 | 5e               |
| Roemenië                       | Winnaar kwalificatiegroep 11 | 3e               |
| Spanje                         | Winnaar kwalificatiegroep 12 | 4e               |
| Griekenland                    | Winnaar kwalificatiegroep 13 | 4e               |
| Bulgarije                      | Winnaar kwalificatiegroep 14 | 3e               |
| Sovjet-Unie                    | Winnaar kwalificatiegroep 15 | 5e               |

## Kwalificatieronde

### Groep 1
De wedstrijden werden gespeeld op 4 oktober 1988 en 14 maart 1989.
| Pos | Team      | Wed | W | G | V | Ptn | DV | DT | +/− | Kwalificatie                      |  | SCO | FIN |
| --- | --------- | --- | - | - | - | --- | -- | -- | --- | --------------------------------- |  | --- | --- |
| 1   | Schotland | 2   | 2 | 0 | 0 | 4   | 6  | 0  | +6  | Geplaatst voor het hoofdtoernooi. |  | —   | 5–0 |
| 2   | Finland   | 2   | 0 | 0 | 2 | 0   | 0  | 6  | −6  |                                   |  | 0–1 | —   |

### Groep 2
De wedstrijden werden gespeeld op 15 november en 7 december 1988.
| Pos | Team                           | Wed | W | G | V | Ptn | DV | DT | +/− | Kwalificatie                      |  | GDR | NIR |
| --- | ------------------------------ | --- | - | - | - | --- | -- | -- | --- | --------------------------------- |  | --- | --- |
| 1   | Duitse Democratische Republiek | 2   | 1 | 1 | 0 | 3   | 3  | 1  | +2  | Geplaatst voor het hoofdtoernooi. |  | —   | 3–1 |
| 2   | Noord-Ierland                  | 2   | 0 | 1 | 1 | 1   | 1  | 3  | −2  |                                   |  | 0–0 | —   |

### Groep 3
De wedstrijden werden gespeeld op 21 en 30 september 1988.
| Pos | Team      | Wed | W | G | V | Ptn | DV | DT | +/− | Kwalificatie                      |  | NOR | ISL |
| --- | --------- | --- | - | - | - | --- | -- | -- | --- | --------------------------------- |  | --- | --- |
| 1   | Noorwegen | 2   | 1 | 0 | 1 | 2   | 3  | 1  | +2  | Geplaatst voor het hoofdtoernooi. |  | —   | 3–0 |
| 2   | IJsland   | 2   | 1 | 0 | 1 | 2   | 1  | 3  | −2  |                                   |  | 1–0 | —   |

### Groep 4
De wedstrijden werden gespeeld op 19 november 1988 en 8 maart 1989.
| Pos | Team          | Wed | W | G | V | Ptn | DV | DT | +/− | Kwalificatie                      |  | ITA | LIE |
| --- | ------------- | --- | - | - | - | --- | -- | -- | --- | --------------------------------- |  | --- | --- |
| 1   | Italië        | 2   | 2 | 0 | 0 | 4   | 13 | 0  | +13 | Geplaatst voor het hoofdtoernooi. |  | —   | 6–0 |
| 2   | Liechtenstein | 2   | 0 | 0 | 2 | 0   | 0  | 13 | −13 |                                   |  | 0–7 | —   |

### Groep 5
De wedstrijden werden gespeeld op 9 november 1988 en 15 maart 1989.
| Pos | Team      | Wed | W | G | V | Ptn | DV | DT | +/− | Kwalificatie                      |  | NED | ISR |
| --- | --------- | --- | - | - | - | --- | -- | -- | --- | --------------------------------- |  | --- | --- |
| 1   | Nederland | 2   | 1 | 1 | 0 | 3   | 3  | 1  | +2  | Geplaatst voor het hoofdtoernooi. |  | —   | 2–0 |
| 2   | Israël    | 2   | 0 | 1 | 1 | 1   | 1  | 3  | −2  |                                   |  | 1–1 | —   |

### Groep 6
De wedstrijden werden gespeeld op 18 januari en 14 maart 1989.
| Pos | Team     | Wed | W | G | V | Ptn | DV | DT | +/− | Kwalificatie                      |  | POR | MLT |
| --- | -------- | --- | - | - | - | --- | -- | -- | --- | --------------------------------- |  | --- | --- |
| 1   | Portugal | 2   | 2 | 0 | 0 | 4   | 7  | 0  | +7  | Geplaatst voor het hoofdtoernooi. |  | —   | 6–0 |
| 2   | Malta    | 2   | 0 | 0 | 2 | 0   | 0  | 7  | −7  |                                   |  | 0–1 | —   |

### Groep 7
De wedstrijden werden gespeeld op 15 en 22 maart 1989.
| Pos | Team        | Wed | W | G | V | Ptn | DV | DT | +/− | Kwalificatie                      |  | YUG | CYP |
| --- | ----------- | --- | - | - | - | --- | -- | -- | --- | --------------------------------- |  | --- | --- |
| 1   | Joegoslavië | 2   | 2 | 0 | 0 | 4   | 5  | 1  | +4  | Geplaatst voor het hoofdtoernooi. |  | —   | 2–0 |
| 2   | Cyprus      | 2   | 0 | 0 | 2 | 0   | 1  | 5  | −4  |                                   |  | 1–3 | —   |

### Groep 8
De wedstrijden werden gespeeld op 7 december 1988 en 21 maart 1989.
| Pos | Team       | Wed | W | G | V | Ptn | DV | DT | +/− | Kwalificatie                      |  | AUT | TUR |
| --- | ---------- | --- | - | - | - | --- | -- | -- | --- | --------------------------------- |  | --- | --- |
| 1   | Oostenrijk | 2   | 0 | 2 | 0 | 2   | 1  | 1  | 0   | Geplaatst voor het hoofdtoernooi. |  | —   | 0–0 |
| 2   | Turkije    | 2   | 0 | 2 | 0 | 2   | 1  | 1  | 0   |                                   |  | 1–1 | —   |

### Groep 9
De wedstrijden werden gespeeld op 4 november 1988 en 9 maart 1989.
| Pos | Team        | Wed | W | G | V | Ptn | DV | DT | +/− | Kwalificatie                      |  | SUI | IRL |
| --- | ----------- | --- | - | - | - | --- | -- | -- | --- | --------------------------------- |  | --- | --- |
| 1   | Zwitserland | 2   | 1 | 1 | 0 | 3   | 1  | 0  | +1  | Geplaatst voor het hoofdtoernooi. |  | —   | 0–0 |
| 2   | Ierland     | 2   | 0 | 1 | 1 | 1   | 0  | 1  | −1  |                                   |  | 0–1 | —   |

### Groep 10
De wedstrijden werden gespeeld op 7 december 1988 en 1 maart 1989.
| Pos | Team      | Wed | W | G | V | Ptn | DV | DT | +/− | Kwalificatie                      |  | FRA | LUX |
| --- | --------- | --- | - | - | - | --- | -- | -- | --- | --------------------------------- |  | --- | --- |
| 1   | Frankrijk | 2   | 2 | 0 | 0 | 4   | 6  | 1  | +5  | Geplaatst voor het hoofdtoernooi. |  | —   | 3–1 |
| 2   | Luxemburg | 2   | 0 | 0 | 2 | 0   | 1  | 6  | −5  |                                   |  | 1–3 | —   |

### Groep 11
De wedstrijden werden gespeeld op 22 en 31 maart 1989.
| Pos | Team     | Wed | W | G | V | Ptn | DV | DT | +/− | Kwalificatie                      |  | ROU | POL |
| --- | -------- | --- | - | - | - | --- | -- | -- | --- | --------------------------------- |  | --- | --- |
| 1   | Roemenië | 2   | 1 | 0 | 1 | 2   | 5  | 2  | +3  | Geplaatst voor het hoofdtoernooi. |  | —   | 4–0 |
| 2   | Polen    | 2   | 1 | 0 | 1 | 2   | 2  | 5  | −3  |                                   |  | 2–1 | —   |

### Groep 12
De wedstrijden werden gespeeld op 27 oktober 1988 en 29 maart 1989.
| Pos | Team   | Wed | W | G | V | Ptn | DV | DT | +/− | Kwalificatie                      |  | ESP | SWE |
| --- | ------ | --- | - | - | - | --- | -- | -- | --- | --------------------------------- |  | --- | --- |
| 1   | Spanje | 2   | 1 | 1 | 0 | 3   | 4  | 2  | +2  | Geplaatst voor het hoofdtoernooi. |  | —   | 2–0 |
| 2   | Zweden | 2   | 0 | 1 | 1 | 1   | 2  | 4  | −2  |                                   |  | 2–2 | —   |

### Groep 13
De wedstrijden werden gespeeld tussen 12 oktober 1988 en 15 maart 1989.
| Pos | Team        | Wed | W | G | V | Ptn | DV | DT | +/− | Kwalificatie                      |     | GRE | BEL | HUN |
| --- | ----------- | --- | - | - | - | --- | -- | -- | --- | --------------------------------- | --- | --- | --- | --- |
| 1   | Griekenland | 4   | 2 | 1 | 1 | 5   | 6  | 4  | +2  | Geplaatst voor het hoofdtoernooi. |     | —   | 2–0 | 1–0 |
| 2   | België      | 4   | 2 | 0 | 2 | 4   | 6  | 6  | 0   |                                   |     | 3–2 | —   | 2–0 |
| 3   | Hongarije   | 4   | 1 | 1 | 2 | 3   | 3  | 5  | −2  |                                   | 1–1 | 2–1 | —   |     |

### Groep 14
De wedstrijden werden gespeeld op 18 en 29 maart 1989.
| Pos | Team              | Wed | W | G | V | Ptn | DV | DT | +/− | Kwalificatie                      |  | BUL | TCH |
| --- | ----------------- | --- | - | - | - | --- | -- | -- | --- | --------------------------------- |  | --- | --- |
| 1   | Bulgarije         | 2   | 2 | 0 | 0 | 4   | 3  | 0  | +3  | Geplaatst voor het hoofdtoernooi. |  | —   | 2–0 |
| 2   | Tsjecho-Slowakije | 2   | 0 | 0 | 2 | 0   | 0  | 3  | −3  |                                   |  | 0–1 | —   |

### Groep 15
De wedstrijden werden gespeeld op 23 november 1988 en 29 maart 1989.
| Pos | Team           | Wed | W | G | V | Ptn | DV | DT | +/− | Kwalificatie                      |  | URS | FRG |
| --- | -------------- | --- | - | - | - | --- | -- | -- | --- | --------------------------------- |  | --- | --- |
| 1   | Sovjet-Unie    | 2   | 2 | 0 | 0 | 4   | 3  | 0  | +3  | Geplaatst voor het hoofdtoernooi. |  | —   | 2–0 |
| 2   | West-Duitsland | 2   | 0 | 0 | 2 | 0   | 0  | 3  | −3  |                                   |  | 0–1 | —   |

Jeugd-EK's: onder 21 · onder 19       Jeugd-WK's: onder 20 · onder 17